# Kawasaki KDA-3
Kawasaki KDA-3 là một mẫu máy bay tiêm kích thử nghiệm, do kỹ sư của hãng Dornier là Richard Vogt thiết kế, chế tạo bởi hãng Kawasaki cho Lục quân Đế quốc Nhật Bản, bay lần đầu năm 1928.

## Tính năng kỹ chiến thuật (KDA-3)
Dữ liệu lấy từ Japanese Aircraft 1910–1941
Đặc tính tổng quan
- Kíp lái: 1
- Chiều dài: 8,85 m (29 ft 0 in)
- Sải cánh: 12,60 m (41 ft 4 in)
- Chiều cao: 3 m (9 ft 10 in)
- Diện tích cánh: 25,0 m2 (269 foot vuông)
- Trọng lượng rỗng: 1.350 kg (2.976 lb)
- Trọng lượng có tải: 1.950 kg (4.299 lb)
- Động cơ: 1 × BMW VI , 470 kW (630 hp)
- Cánh quạt: 2-lá wooden fixed-pitch propeller

Hiệu suất bay
- Vận tốc cực đại: 283 km/h; 153 kn (176 mph)
- Trần bay: 9.000 m (29.528 ft)
- Thời gian lên độ cao: 12 phút lên độ cao 5.000 m (16.400 ft)